# 西新井町 (所沢市)
西新井町（にしあらいちょう）は、埼玉県所沢市にある町名。郵便番号は、359-0035。

## 地理
所沢市内の中央南部に位置し、松井地区に所属する。町域の中心を東川が東西に流れる。
所沢航空記念公園の南側に隣接する町域で、同公園敷地を含む並木ほか、近隣の東新井町、旭町、御幸町、北有楽町と隣接する。
町域北端の同公園との境に国道463号が東西に通り、特に「西新井町」交差点より東に並ぶケヤキ並木は北浦和駅入口交差点まで全長約17km続いており、「日本一のけやき並木」とされている。

### 河川
- 東川　- 東川沿いの桜並木はかつて1964年（昭和39年）に東京オリンピックを記念して植えられ、現在は「東川桜通り」と呼称されている。

橋梁
- 宮前橋
- 千歳橋[5]
- 松井橋

### 地価
住宅地の地価は、2015年（平成27年）1月1日の公示地価によれば、西新井町6-25の地点で17万2000円/m2となっている。

## 歴史
- 1968年（昭和43年）8月1日 - 住居表示の実施により大字下新井、大字所沢の各一部から西新井町が成立する[7]。

## 世帯数と人口
2017年（平成29年）9月30日現在の世帯数と人口は以下の通りである。
| 町丁     | 世帯数  | 人口    |
| -------- | ------- | ------- |
| 西新井町 | 807世帯 | 1,689人 |

## 小・中学校の学区
市立小・中学校に通う場合の学区（校区）は以下の通り。
| 町丁     | 番・番地 | 小学校                         | 中学校                         |
| -------- | -------- | ------------------------------ | ------------------------------ |
| 西新井町 | 全域     | 所沢市立明峰小学校（北有楽町） | 所沢市立所沢中学校（けやき台） |

## 交通

### 鉄道
地内に鉄道は敷設されていない。最寄駅は西武新宿線航空公園駅（約700 m北西）。また南側からは（同新宿線･池袋線）所沢駅が同程度の距離にある。

### 道路
- 国道463号
- 市道「東川桜通り」

交差点
- 「航空記念公園」
- 「熊野神社東」
- 「西新井町」

バス
- 地内のバス停は、「北御幸町」・「航空公園南」・「東新井町」

## 施設
公共
- 西新井町会館
- 所沢市消防団第2分団詰所[9]
- ところバス（市内循環バス）駐車場 - 旧農業会館跡地[10]

教育
- 所沢市立西新井保育園[11]

美術
- 長屋門能面美術館[12]

社寺
- 熊野神社[13]
- 西新井不動尊
- 昌平寺別館